# Castelo de São Jorge da Mina
Castelo de São Jorge da Mina (engelska: Elmina Castle) är ett slavfort i Ghana.   Det ligger i regionen Centralregionen, i den södra delen av landet, 140 km väster om huvudstaden Accra. Castelo de São Jorge da Mina ligger 9 meter över havet.
Terrängen runt Castelo de São Jorge da Mina är platt. Havet ligger nära Castelo de São Jorge da Mina åt sydost. Den högsta punkten i närheten ligger vid Saruwi, 63 meter över havet, 3,3 km nordost om Castelo de São Jorge da Mina.  Närmaste större samhälle är Cape Coast, 11,5 km öster om Castelo de São Jorge da Mina.